# Palais Berio

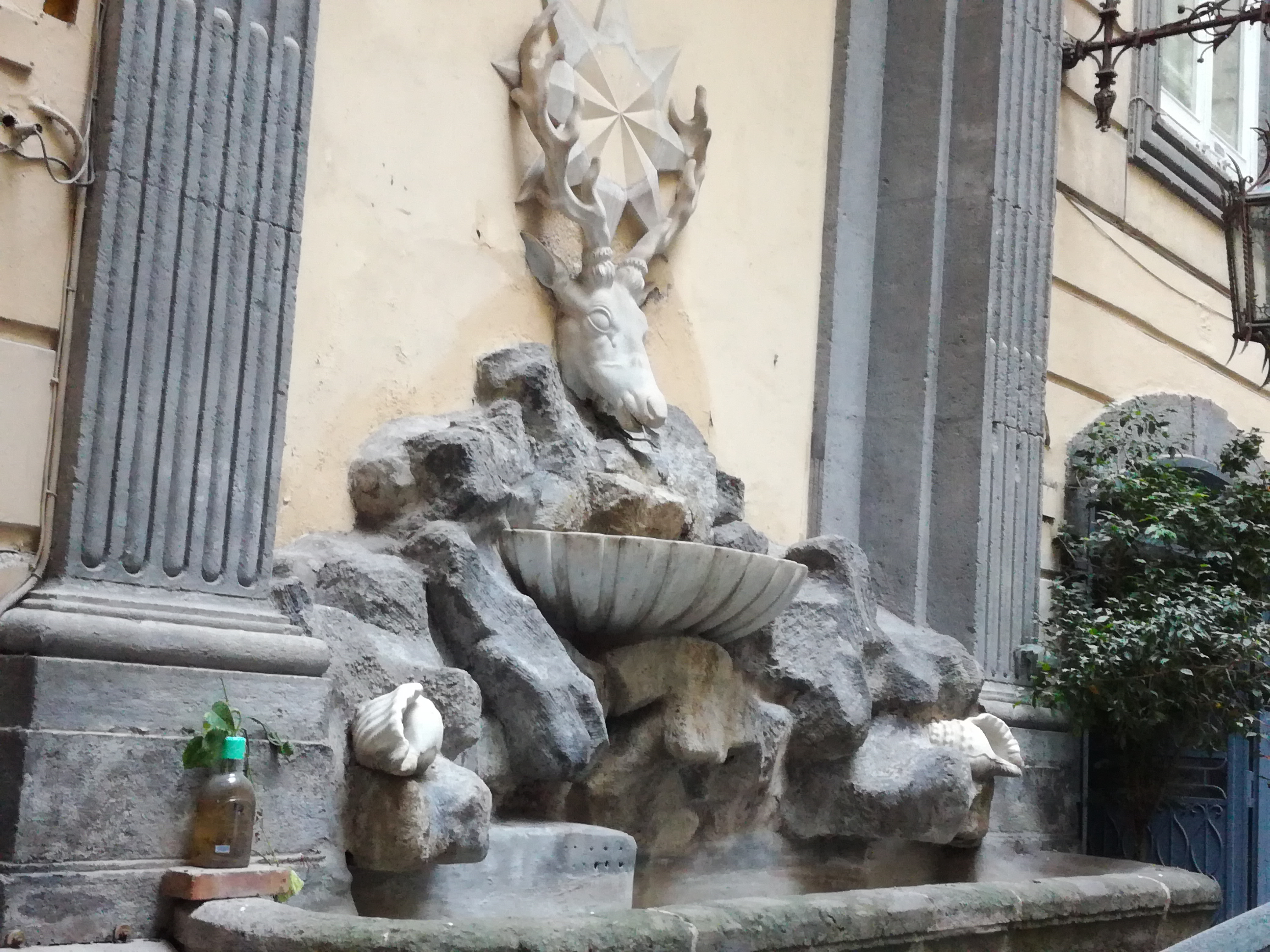
La fontaine qui décore le jardin du Palais Berio

Le palais Berio (anciennement Palais Vaaz) est un élégant bâtiment situé dans la très centrale Via Toledo, à Naples, dans le quartier de San Ferdinando en face de la Galleria Umberto I. 
Il est situé au numéro 256 et tire son nom du marquis Francesco Berio di Salsa, librettiste lyrique  et poète, propriétaire du manoir au XIXe siècle. 

## Histoire et architecture
Il a été construit au XVIe siècle sur un projet de Jules Romain élève de Raphaël, et commandé par le comte de Mola Simone Vaaz, financier d'origine portugaise, alors président de la Chambre royale du Sommaria. Il fut ensuite reconstruit dans la seconde moitié du XVIIIe siècle par Carlo Vanvitelli sur des dessins de Luigi Vanvitelli et à la demande de la famille Tomacelli.
Il est embelli dans la cour par une fontaine à tête de cerf. Anciennement il contenait une salle pour les fêtes avec un plan circulaire d'environ 1 000 places et un théâtre de 1 600 places  sur la structure desquels on pense que le théâtre Augusteo a été construit par Pier Luigi Nervi. 
En 1772, le duc Perrelli de Monasterace le vendit au patricien génois Giovan Domenico Berio di Salza .  C’est à cette époque, entre le XVIIIe et le début du XIXe siècle, que le palais était réputé pour sa bibliothèque, l’une des plus importantes de Naples ainsi que pour ses nombreuses œuvres d'art  dont le groupe de Canova Adonis et Vénus. 
Après 1820, année de la mort du marquis Giovan Domenico Berio, il fut divisé en plusieurs parties en raison de la succession, car il n'avait que des filles mariées aux ducs d'Ascoli, aux Comtes Statella, au Marquis Imperiali et aux ducs de San Cesareo. 
En 1922, une partie du bâtiment fut démolie pour permettre la construction de la Piazzetta Augusteo, en même temps que celle du funiculaire Centrale.